# Ytfinhet
Ytfinhet är ett mått eller karaktären på en ytas släthet eller grovhet. Ytfinhet består i sin tur av tre olika delar: våghet, ytjämnhet och bearbetningens upplägg.

## Mätning
Ytfinheten anges vanligtvis som medelytavvikelse Ra i enheten mikrometer. 

## Angivelse på ritning

Utformning av symbol

På maskinritningar anges det med en ytjämnhetssymbol på ytan eller på måttgränslinjen. Hur angivelsen ska utformas och placeras beskrivs av International Organization for Standardization (ISO) 1302.

## Tillverkning
Många faktorer bidrar till ytfinheten i tillverkningen. Vid formningsprocesser, till exempel gjutning eller metallbearbetning så som smide, bestäms ytfinheten av formverktygets ytfinhet på arbetsstycket. I skärande bearbetning påverkas ytfinheten av samverkan mellan skäreggarna och mikrostrukturen hos det material som bearbetas. I allmänhet ökar kostnaden för tillverkning av en yta desto högre ytfinhet som ställs på ytan.
När ytfinhet diskuteras finns det i huvudsak fyra grupper: mycket grov, grov, medel och fin. Dessa grupper har intervallen Ra 25, Ra 12,5, Ra 6,3 och Ra 3,2, utöver dessa ytfinheter kan ytans grovhet vara finare, exempelvis en slipad yta, Ra 1,6 eller henad (honad) Ra 0,8. Nedan beskrivs vanlig värden för ytfinhet baserat på bearbetningsmetod.
Exempel på användning:
- Tätningsytor för till exempel en o-ring bör vara 3,2.
- Lagerlägen för rullningslager bör vara 1,6 om man vill kunna demontera lagren.
- Ytan under skruvskallar bör vara 6,3 eller finare för att ytan inte ska sätta sig, vilket kan leda till att skruven förlorar förspänning, vilket kan leda till att skruven lossnar.
- Inom högtrycksaplikationer (till exempel hydraulpumpar eller motorer) är det vanligt att tätningsytor för O-ringar ligger på 0,8 eller finare.